# باماريا
الباماريا هو مجتمع مسلم يوجد في ولاية بيهار في الهند.

## الأصل
ويقال أن باماريا مسلمون متحولون من مجتمع (عشيرة) بارمار راجبوت الهندوسي. ويقال أن هذا التحول قد حدث خلال حكم الإمبراطور المغولي أكبر. ويقال أن باماريا غادروا راجستان، وطنهم الأصلي، وانتقلوا إلى بيهار. عندما كانوا في بيهار، أمتهن المجتمع مهنة الغناء. يتحدثون اللغة المايثيلية.